# 불사조 (1995년 영화)
《불사조》(영어: The Immortals)는 미국에서 제작된 브라이언 그랜트 감독의 1995년 범죄 액션 스릴러 영화이다. 에릭 로버츠 등이 출연하였고, 엘리 사마하 등이 제작에 참여하였다.

## 출연진
- 에릭 로버츠
- 조 팬털리아노
- 티아 커레어
- 토니 커티스
- 클래런스 윌리엄스 3세
- 윌리엄 포사이스
- 크리스 록
- 케빈 번하트
- 브라이언 T. 피니
- 키런 멀로니

## 기타 제작진
- 공동 제작: 케빈 번하트
- 라인 제작: 케빈 브로디
- 협력 제작: 조 팬털리아노, 티아 커레어, 톰 라이트 주니어
- 배역: 지노 헤이븐스
- 의상: 데이나 앨리슨